# Kosteantînivka, Berdîciv
Kosteantînivka (în ucraineană Костянтинівка) este un sat în comuna Ozadivka din raionul Berdîciv, regiunea Jîtomîr, Ucraina.

## Demografie
Componența lingvistică a localității Kosteantînivka
     Ucraineană (90%)
     Rusă (10%)
Conform recensământului din 2001, majoritatea populației localității Kosteantînivka era vorbitoare de ucraineană (90%), existând în minoritate și vorbitori de rusă (10%).